# Овинников, Ричард Сергеевич
Ри́чард Серге́евич Ови́нников (29 декабря 1930, Воронеж — 13 января 2002) — советский дипломат, учёный-международник, американист. Доктор исторических наук, профессор. Чрезвычайный и полномочный посол.

## Биография
Родился в семье военнослужащего.
Окончил МГИМО (1953), аспирантуру там же, по окончании которой защитил кандидатскую диссертацию в двух томах («Испанский воспрос в политике правящих кругов Англии, Франции и США накануне второй мировой войны», 1957), а затем докторскую в двух томах («Финансовая олигархия и внешняя политика Англии после Суэца (1957—1966 гг.)», 1968). На дипломатической работе с 1958 года.
В 1958—1960 годах — сотрудник центрального аппарата МИД СССР.
В 1960—1966 годах — сотрудник Постоянного представительства СССР при ООН.
В 1966—1970 годах — на ответственной работе в центральном аппарате МИД СССР.
В 1970—1977 годах — старший советник Постоянного представительства СССР при ООН, заместитель постоянного представителя СССР при ООН.
В 1977—1980 годах — советник министра иностранных дел СССР.
В 1980—1985 годах — первый заместитель постоянного представителя СССР при ООН.
В 1985 году — начальник Управления по планированию внешнеполитических мероприятий МИД СССР.
В 1985—1990 годах — ректор МГИМО.
с 30 октября 1990 по 10 февраля 1992 годах — чрезвычайный и полномочный посол СССР, затем Российской Федерации в Канаде.
Являлся членом коллегии МИД СССР.
С 1992 года в отставке.

## Основные работы
- Овинников Р. С. За кулисами политики «невмешательства»: Испанский вопрос в политике империалистов Англии, Франции и США накануне второй мировой войны. — М.: Международные отношения, 1959.
- Овинников Р. С. Хозяева английской политики: финансовая олигархия и внешняя политика Англии после Суэца, 1957—1966 гг. — М.: Международные отношения, 1966.
- Овинников Р. С. Сверхмонополии — новое орудие империализма. — М.: Международные отношения, 1978.
- Овинников Р. С. Уолл-стрит и внешняя политика. — М.: Международные отношения, 1980. (Глава III. Аппарат проведения Архивная копия от 11 октября 2013 на Wayback Machine)
- Овинников Р. С. Зигзаги внешней политики США: От Никсона до Рейгана. — М.: Политиздат, 1986.
- Овинников Р. С. Канада глазами посла. — М.: Триумф, 2018.